# А. Коркунов
«А. Коркунов» — торговая марка шоколадной продукции корпорации Mars, названа по имени основателя фабрики — предпринимателя Андрея Коркунова. В 2007 году по данным Young & Rubicam и «Русбренд» марка «А. Коркунов» вошла в десятку самых известных брендов в России.

## История
Кондитерская фирма Коркунова была основана в 1997 году, а в сентябре 1999 года запущена в эксплуатацию Одинцовская кондитерская фабрика, на которой начато производство шоколадной продукции под брендом «А. Коркунов».
В 2004 году было освоено производство шоколадных плиток. В 2005 году шоколадные конфеты «А. Коркунов» заняли первое место на выставке Salon du Chocolat в Париже. К 2006 году компания заняла 15% российского рынка в сегменте упакованных шоколадных конфет (вторая позиция после «Объединённых кондитеров»).
В 2006 году Коркунов продал свой кондитерский бизнес вместе с одноимённым брендом американской компании Wrigley (через два года поглощённой корпорацией Mars), американцы приобрели 80% акций компании. Компания была оценена в $375 млн (при годовом обороте в $120 млн США за 2006 году). По условиям сделки Коркунов получил возможность занимать пост председателя совета директоров компании как минимум 2 года, также не раньше, чем через 2 года оставшиеся у Коркунова и его партнёра Сергея Ляпунцова 20% акций могут быть выкуплены новым мажоритарным владельцем (Wrigley). По состоянию на 2017 год продукция под торговой маркой выпускается российским подразделением корпорации Mars.
На момент продажи Wrigley в 2007 году фабрика являлась лидером сегмента «премиум»: занимаемая доля российского рынка оценивалась экспертами в 33,7%. По состоянию же на 2021 года занимаемая компанией доля значительно снизилась, что было объяснено консервативностью фабрики, долгое время выпускался один и тот же продукт, не вносилось никаких изменений. Сам же Андрей Коркунов объяснял продажу своего предприятия стремлением выйти на международный уровень. 
В 2011 году кондитерская фабрика претерпела ребрендинг, в результате чего в ассортименте появился новый шоколад. 
В 2020 году была выпущена первая продукция на экспорт. Шоколадные плитки с Одинцовской фабрики стали продаваться в странах Ближнего Востока, среди которых Саудовская Аравия, ОАЭ, Омане, Катар, Бахрейн.
11 марта 2021 года Андрей Коркунов, был признан банкротом по решению Арбитражного суда Москвы. Дело о банкротстве было заведено после претензий вкладчиков «Анкор банка», вкладчикам которого Коркунов задолжал 1,9 млн рублей.
В июле 2021 года компания Mars Wrigley объявила о начале выпуска мороженого под брендом «А. Коркунов». На начальном этапе должен был быть осуществлён лимитированный выпуск продукции для изучения особенностей рынка (1,6 миллионов экземпляров, произведенных в Польше). По состоянию на январь 2024 года, информация о выпуске мороженого под брендом «А. Коркунов» на официальном сайте отсутствует.